# Luitgard Im
Luitgard Im (Wemding, 12 gennaio 1930 – Wemding, 21 aprile 1997) è stata un'attrice tedesca, che fu attiva principalmente in campo teatrale e televisivo.
Complessivamente, tra grande e - soprattutto - piccolo schermo, apparve in una cinquantina di differenti produzioni, tra la metà degli anni cinquanta e la metà degli anni novanta, lavorando in vari film TV o adattamenti televisivi di pezzi teatrali (quali Judith ed Elektra).
Era inoltre una delle più richieste attrici teatrali tedesche degli anni cinquanta, sessanta e settanta e lavorò per molti anni allo Schiller-Theater e allo Schlossparktheater di Berlino.

## Filmografia parziale

### Cinema
- Alle kann ich nicht heiraten (1952)
- Urlaub auf Ehrenwort (1955)
- Spätere Heirat erwünscht (1966)
- Wenn süß das Mondlicht auf den Hügeln schläft (1969)

### Televisione
- Die Generalprobe - film TV (1954)
- Beatrice und Juana - film TV (1963)
- Elektra - film TV (1964)
- Don Gil von den grünen Hosen - film TV (1964)
- Die Cocktailparty - film TV (1964)
- Judith - film TV (1965)
- Das Cello - film TV (1965)
- Das Arrangement - film TV (1967)
- Tod für bunte Laternen - film TV (1968)
- Fräulein Julie - film TV (1968)
- Epitaph für einen König - film TV (1969)
- Kurz vor dem Sprung - film TV (1969)
- Palace-Hotel - film TV (1969)
- Erschwerte Möglichkeit der Konzentration - film TV (1970)
- Das Geheimnis der Mary Celeste - film TV (1972)
- Doppelspiel in Paris - Zeugenberichte aus dem gefährlichen Leben der Mathilde Carré - film TV (1972)
- Im bayerischen Stil - film TV (1972)
- Die Geschichte einer dicken Frau - film TV (1973)
- Ein Fall für Männdli - serie TV, 1 episodio (1975)
- Der Kommissar - serie TV, 1 episodio (1975)
- L'ispettore Derrick - ep. 02x10, regia di Alfred Vohrer (1975)
- Il commissario Köster - serie TV, 1 episodio (1977)
- Wisnie - film TV (1979)
- Kommissariat IX - serie TV, 1 episodio (1979)
- L'ispettore Derrick - ep. 08x11, regia di Theodor Grädler (1981)
- Steckbriefe - serie TV, 1 episodio (1982)
- Es gibt noch Haselnuß-Sträucher - film TV (1983)
- Drei Mann im Bett - serie TV (1994)
- Air Albatros - serie TV (1994)

## Teatro

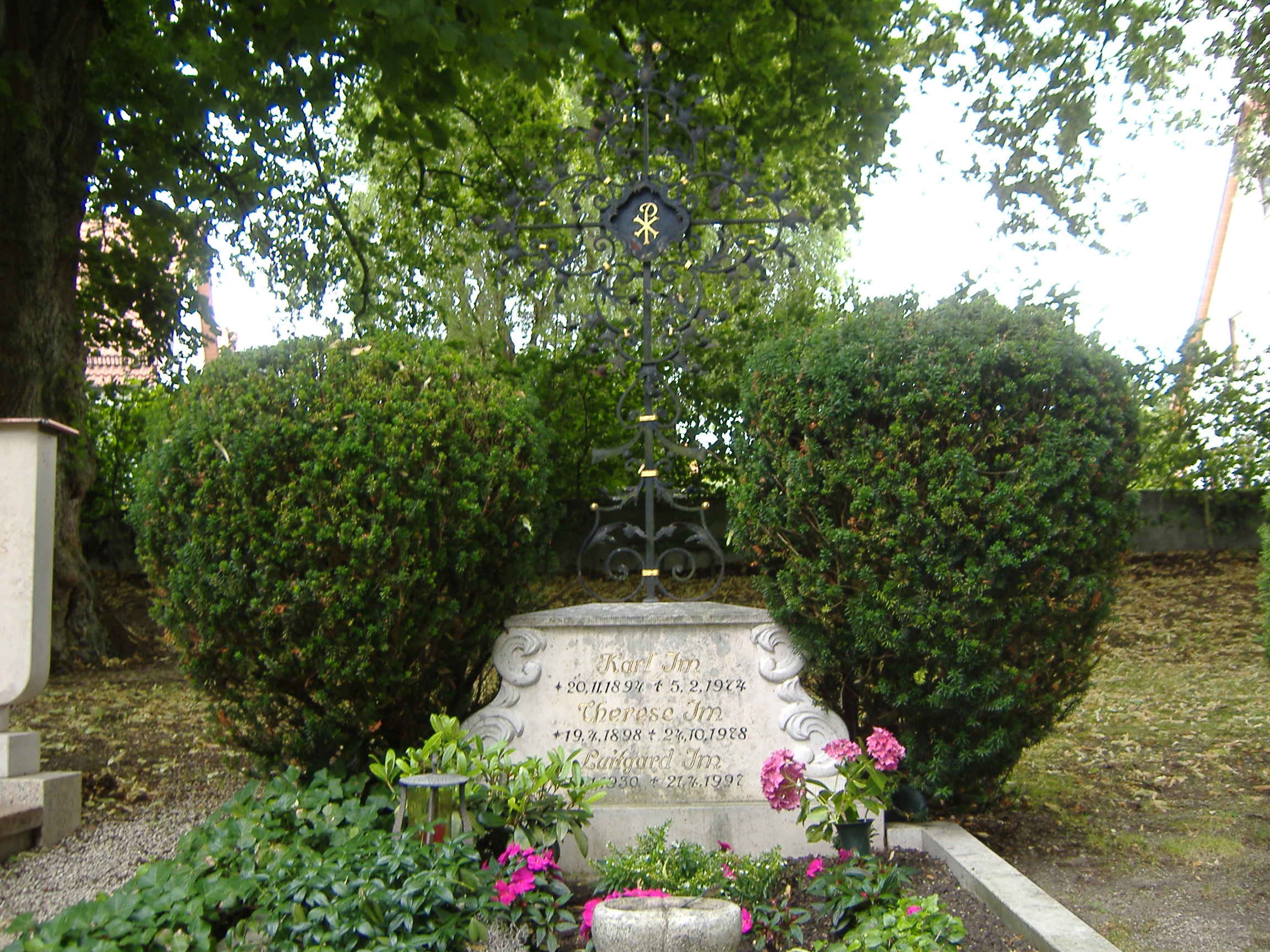
La tomba di Luitgard Im a Wending

## Premi (lista parziale)
- 1962: Premio come miglior attrice al Festival Théâtre des Nations di Parigi per il ruolo di Recha in Nathan il saggio di Lessing[2]
- 1966: Goldene Kamera come miglior attrice tedesca per il ruolo di Judith nell'adattamento televisivo del pezzo teatrale omonimo[2][3]